# Sander Scheurwater
Sander Scheurwater (1968/1969), beter bekend onder diens pseudoniem De Mosselman, is een Nederlands producer van Happy Hardcore.
Hij was aanvankelijk lid van de hardcoreformatie Human Resource (bekend van het nummer Dominator). 
Begin 1997 werd hij bekend door zijn nummer Mossels, een Happy-Hardcoreversie van het kinderlied Zeg ken jij de Mosselman?. Dit nummer werd een grote hit. Zijn tweede single Opzij was een stuk minder populair.
Na zijn korte maar succesvolle carrière als artiest begon hij een eetcafé in Sliedrecht. Na twee jaar ging hij werken in een keukenzaak, en na het faillissement hiervan begon hij met een compagnon een eigen keukenbedrijf.
In 2010 bracht Scheurwater onder hetzelfde pseudoniem Sha-La-Lie-Sha-La-La (Ik Ben Verliefd) uit. Dit was een Happy-Hardcoreversie van Sienekes nummer Ik ben verliefd (Sha-la-lie), de Nederlandse inzending voor het Eurovisiesongfestival 2010.

## Discografie

### Albums
| Album met eventuele hitnotering(en) in de Nederlandse Album Top 100 | Datum van verschijnen | Datum van binnenkomst | Hoogste positie | Aantal weken | Opmerkingen |
| ------------------------------------------------------------------- | --------------------- | --------------------- | --------------- | ------------ | ----------- |
| Mosselmania                                                         | 1997                  | -                     |                 |              |             |

### Singles
| Single met eventuele hitnotering(en) in de Nederlandse Top 40 | Datum van verschijnen | Datum van binnenkomst | Hoogste positie | Aantal weken | Opmerkingen                                  |
| ------------------------------------------------------------- | --------------------- | --------------------- | --------------- | ------------ | -------------------------------------------- |
| Mossels                                                       | 1997                  | 15-02-1997            | 9               | 6            | #12 in de Single Top 100                     |
| Opzij                                                         | 1997                  | 03-05-1997            | tip2            | -            | #61 in de Single Top 100                     |
| (Ik ben verliefd) Sha-la-lie sha-la-la                        | 2010                  | -                     |                 |              | #8 in de Single Top 100                      |
| De engel                                                      | 2011                  | -                     |                 |              | met Vader Abraham / #82 in de Single Top 100 |
| Mossels (X-Qlusive Holland Remix)                             | 2023                  | -                     |                 |              | met Altijd Larstig & Rob Gasd’rop            |